# 10266 Владішухов
10266 Владішухов (10266 Vladishukhov) — астероїд головного поясу, відкритий 26 вересня 1978 року.
Тіссеранів параметр щодо Юпітера — 3,275.